# جامع‌التمثیل
جامع‌التّمثیل کتابی فارسی از محمّدعلی حبله‌رودی است که صورتِ تفصیلیِ مجمع‌الامثالِ هموست.

## نسخه‌ها
تصحیح‌های حسن ذوالفقاری و محمّدعلی اجتهادیان از این کتاب در ایران منتشر شده است.